# Грейс-Прері (Техас)
Грейс-Прері (англ. Grays Prairie) — селище (англ. village) в США, в окрузі Кофман штату Техас. Населення — 325 осіб (2020).

## Географія
Грейс-Прері розташований за координатами 32°28′35″ пн. ш. 96°21′8″ зх. д. / 32.47639° пн. ш. 96.35222° зх. д. (32.476456, -96.352165).  За даними Бюро перепису населення США в 2010 році селище мало площу 3,34 км², з яких 3,34 км² — суходіл та 0,00 км² — водойми. В 2017 році площа становила 3,17 км², уся площа — суходіл.

## Демографія
Згідно з переписом 2010 року, у селищі мешкало 337 осіб у 115 домогосподарствах у складі 98 родин. Густота населення становила 101 особа/км².  Було 124 помешкання (37/км²).
Расовий склад населення:
| - 94,7 % — білих - 0,9 % — чорних або афроамериканців - 0,3 % — корінних американців - 3,6 % — осіб інших рас |

До двох чи більше рас належало 0,6 %. Частка іспаномовних становила 10,1 % від усіх жителів.
За віковим діапазоном населення розподілялося таким чином: 27,9 % — особи молодші 18 років, 61,7 % — особи у віці 18—64 років, 10,4 % — особи у віці 65 років та старші. Медіана віку мешканця становила 38,8 року. На 100 осіб жіночої статі у селищі припадало 109,3 чоловіків;  на 100 жінок у віці від 18 років та старших — 107,7 чоловіків також старших 18 років.
Середній дохід на одне домашнє господарство  становив 73 631 долар США (медіана — 70 313), а середній дохід на одну сім'ю — 78 400 доларів (медіана — 75 000). Медіана доходів становила 53 000 доларів для чоловіків та 48 393 долари для жінок. За межею бідності перебувало 4,6 % осіб, у тому числі 8,1 % дітей у віці до 18 років та 0,0 % осіб у віці 65 років та старших.
Цивільне працевлаштоване населення становило 171 особа. Основні галузі зайнятості: освіта, охорона здоров'я та соціальна допомога — 19,3 %, будівництво — 17,0 %, роздрібна торгівля — 12,9 %, науковці, спеціалісти, менеджери — 10,5 %.